# McLaren MP4-27
McLaren MP4-27 je vůz formule 1 týmu Vodafone McLaren Mercedes nasazený pro rok 2012. Jezdili v něm Britové Jenson Button a Lewis Hamilton. Monopost byl představen 1. února 2012 ve Wokingu.